# Eleição municipal de Codó em 2008
A eleição municipal da cidade brasileira de Codó em 2008 ocorreu no dia 5 de outubro do mesmo ano, para a eleição de um prefeito, um vice-prefeito e vereadores. O então prefeito era Biné Figueiredo do PDT, que tentou a reeleição. Zito Rolim do PV foi eleito prefeito para o mandato 2009-2012.

## Candidatos
|  | Nº | Candidato(a) a prefeito | Candidato(a) a prefeito                                      | Candidato(a) a vice-prefeito | Candidato(a) a vice-prefeito                            | Coligação |
|  | -- | ----------------------- | ------------------------------------------------------------ | ---------------------------- | ------------------------------------------------------- | --- |
|  | 12 |                         | Biné Figueiredo (PDT) Benedito Francisco Silveira Figueiredo |                              | Emílio Matos (PT) Francisco Emílio Matos                | A Força do Trabalho - Partido Democrático Trabalhista (PDT) - Partido dos Trabalhadores (PT) - Partido Comunista do Brasil (PCdoB) - Partido da Mobilização Nacional (PMN) - Partido Trabalhista Cristão (PTC) - Partido da Social Democracia Brasileira (PSDB) - Partido Humanista da Solidariedade (PHS) - Partido Republicano Brasileiro (PRB) |
|  | 14 |                         | Cristina Archer (PTB) Maria Cristina Ceppas Archer           |                              | Themis (PR) Themis Quintanilha Gerude                   | Codó, uma nova História - Partido Trabalhista Brasileiro (PTB) - Partido da República (PR) - Partido do Movimento Democrático Brasileiro (PMDB) - Partido Progressista (PP) - Partido Social Liberal (PSL) |
|  | 28 |                         | Dr. Mendes (PRTB) Francisco Mendes de Sousa                  |                              | Professor Teixeira (PRTB) Francisco das Chagas Teixeira | Sem coligação - Partido Renovador Trabalhista Brasileiro (PRTB) |
|  | 43 |                         | Zito Rolim (PV) José Rolim Filho                             |                              | Zé Inácio (PSB) José Inácio Guimarães Rodrigues         | Agora é a vez do Povo - Partido Verde (PV) - Partido Socialista Brasileiro (PSB) - Democratas (DEM) - Partido Trabalhista Nacional (PTN) - Partido Republicano Progressista (PRP) - Partido Popular Socialista (PPS) |
|  | 70 |                         | Arlindo Salazar (PTdoB) Arlindo Salazar Sousa Filho          |                              | Max Tony (PTdoB) Max Tony Oliveira de Sousa             | Renova Codó - Partido Trabalhista do Brasil (PTdoB) - Partido Social Cristão (PSC) - Partido Comunista Brasileiro (PCB) |

## Resultado da eleição para prefeito
| Zito Rolim (PV)         | Zé Inácio (PSB)           | 25.267 | 49,84%  |
| Biné Figueiredo (PDT)   | Emílio Matos (PT)         | 23.483 | 46,32%  |
| Cristina Archer (PTB)   | Themis (PR)               | 1.247  | 2,46%   |
| Arlindo Salazar (PTdoB) | Max Tony (PTdoB)          | 489    | 0,96%   |
| Dr. Mendes (PRTB)       | Professor Teixeira (PRTB) | 215    | 0,42%   |
| Total de votos válidos  | Total de votos válidos    | 50.701 | 100,00% |
| Votos apurados          |                           |        |         |
| Votos válidos           | Votos válidos             | 50.701 | 91,58%  |
| Votos em branco         | Votos em branco           | 666    | 1,20%   |
| Votos nulos             | Votos nulos               | 3.995  | 7,22%   |
| Total de votos apurados | Total de votos apurados   | 55.362 | 100,00% |
| Eleitores               |                           |        |         |
| Comparecimento          | Comparecimento            | 55.362 | 72,89%  |
| Abstenções              | Abstenções                | 20.592 | 27,11%  |
| Total de eleitores      | Total de eleitores        | 75.954 | 100,00% |
| Total de seções: 212    |                           |        |         |